# Herman Baccaert
Armand Herman Baccaert (Mechelen, 23 november 1883 - Mechelen, 18 juni 1921) was een Belgisch doctor in de Germaanse filologie, filoloog, vertaler, auteur en criticus.
Baccaert vertaalde verschillende werken uit het Duits en het Frans en schreef verschillende biografieën. Hij is internationaal bekend voor zijn boek Aan den waterkant (Along the waterfront) en zijn Handleiding tot de Kantkennis.
Hij werkte mee aan De Vlaamsche Wacht, een dagblad gesticht door Jules Spincemaille, Gustaaf Doussy en Alfons de Graeve, zoals ook Jef van den Eynde. Hij speelde een actieve rol in de Vlaamse Beweging, en was onder andere bevriend met August Borms. Tijdens de Eerste Wereldoorlog bleef hij zijn taak als ambtenaar uitoefenen en werd hij secretaris van de Vereniging van Vlaamse Letterkundigen.
Hij werd na de oorlog door het Belgisch gerecht veroordeeld wegens defaitisme en belandde in 1918 in de cel, waar hij zwaar ziek werd. Hij kwam na korte tijd vrij, nam zijn functie van secretaris van de Vereniging van Vlaamse Letterkundigen zo goed als kon weer op en voerde propaganda voor de Frontpartij. Hij overleed aan tuberculose, amper 37 jaar oud. Algemeen wordt aangenomen dat zijn gevangenschap bijgedragen heeft tot zijn vroege dood.
Hij werd 380e in de lijst van De Grootste Belg.